# 南雲聖一
南雲 聖一（なぐも せいいち）は、日本テレビ放送網所属のドラマ演出家。日本大学芸術学部卒業。

## 作品

### 演出

#### 連続ドラマ
- バーチャルガール（2000年）
- 金田一少年の事件簿（2001年）
- ルージュ（2001年）
- OL銭道 （2003年）
- 彼女が死んじゃった。（2004年）
- ラストプレゼント 娘と生きる最後の夏 （2004年）
- anego[アネゴ]（2005年）
- がんばっていきまっしょい（2005年）
- 神はサイコロを振らない （2006年）
- ギャルサー（2006年）
- CAとお呼びっ!（2006年）
- たったひとつの恋（2006年）
- ハケンの品格（2007年） ※メイン
- 働きマン （2007年） ※メイン
- ホタルノヒカリ（2007年）
- おせん（2008年） ※メイン
- スクラップ・ティーチャー〜教師再生〜（2008年） ※メイン
- ザ・クイズショウ（2009年） ※メイン
- ホタルノヒカリ2（2010年）
- 曲げられない女（2010年） ※メイン
- 黄金の豚-会計検査庁 特別調査課-（2010年）
- リバウンド（2011年） ※メイン
- ダーティ・ママ!（2012年） ※メイン
- シェアハウスの恋人（2012年）
- 三毛猫ホームズの推理（2012年）
- 35歳の高校生（2013年）
- 花咲舞が黙ってない（2014年） ※メイン
- 学校のカイダン（2015年） ※メイン
- お迎えデス。（2016年）
- 東京タラレバ娘（2017年）※メイン
- 過保護のカホコ   (2017年)　※メイン
- 正義のセ  (2018年)　※メイン
- イノセンス 冤罪弁護士  (2019年) ※メイン
- 偽装不倫（2019年）
- 未満警察 ミッドナイトランナー (2020年) ※メイン
- ウチの娘は、彼氏が出来ない!!（2021年）※メイン
- ハコヅメ〜たたかう!交番女子〜（2021年）※メイン
- 悪女 (わる) ～働くのがカッコ悪いなんて誰が言った？～ (2022年) ※メイン
- 霊媒探偵・城塚翡翠 (2022年)
- Dr.チョコレート（2023年）
- なんで私が神説教（2025年）

#### スペシャルドラマ
- みのもんたの実録トゥルーストーリーズ『幽霊に殺された家』『ロマンスに恋した女』（2002年）
- サボテン・ジャーニー（2004年）
- どうぶつ119（2007年）
- 働くゴン!（2009年）
- 金田一少年の事件簿 獄門塾殺人事件（2014年）

### AD
- 夏の嵐!（1992年）
- あすなろ白書（1993年）
- おやじのヒゲ17（1994年）
- 若者のすべて（1994年）
- 竜馬におまかせ!（1996年）
- 続・星の金貨（1996年）
- 研修医なな子（1997年）
- P.A. プライベート・アクトレス（1998年）
- ラビリンス（1999年）
- バーチャルガール（2000年）
- 億万長者と結婚する方法（2000年）
- ブッチギリ女消防士! 火消し屋小町（2000年）
- ホステス探偵危機一髪3（2001年）

### スケジュール
- ふたり 私たちが選んだ道（2003年）

## 関連人物
- 佐藤東弥
- 大谷太郎